# アシードホールディングス
アシードホールディングス株式会社（英: ASEED HOLDINGS CO.,LTD.）は、広島県福山市に本社を置き、飲料・食品の自動販売機の設置及び商品供給を行う企業。東京証券取引所スタンダード市場上場企業。

## 概要
2000年（平成12年）、地元の老舗酒造メーカーであった三吉酒造（現・アシードブリュー）を傘下に収め、主にプライベートブランドに特化した酒造業にも参入している。

## 沿革
- 1972年11月 - 日本バンテン株式会社設立。
- 1973年8月 - 社名を中国フード機器株式会社に変更。
- 1989年6月 - 社名をアシード株式会社に変更。
- 1993年12月 - 株式を店頭公開。
- 2001年2月 - 東京証券取引所2部上場。
- 2008年10月 - 持株会社化移行により、現社名に変更。新たにアシード株式会社を設立。
- 2011年4月 - 東広島市に本社・工場を置く宝積飲料株式会社を株式交換により完全子会社化する。

## CM
- ASEED ASTER 瀬戸内レモンのチューハイ（2021年）出演：浅田真由

## 関連会社
- アシード株式会社（自販機オペレーター・メンテナンス・卸業）
- 北関東ペプシコーラ販売株式会社（自販機オペレーター・メンテナンス・卸業）※2022年10月にアシード株式会社と合併
- アシードブリュー株式会社（飲料製造）
- 宝積飲料株式会社（飲料製造）
- アオンズエステート株式会社（不動産運用）